# Geblog
Geblog is een bestuurslaag in het regentschap Temanggung van de provincie Midden-Java, Indonesië. Geblog telt 2419 inwoners (volkstelling 2010).